# Paul Neff Garber
Paul Neff Garber (ur. 27 lipca 1899 w New Market, zm. 18 grudnia 1972 w Genewie) – amerykański pedagog, biskup Kościoła Metodystycznego.

## Życiorys
Urodził się 27 lipca 1899 w New Market jako syn Samuela i Idy Neff Garber. W 1919 ukończył Bridgewater College, następnie kształcił się w Crozier Theological Seminary i University of Pennsylvania, który ukończył w 1921. Po roku nauczania na Uniwersytecie Browna, w 1924 dołączył do wydziału historii Uniwersytetu Duke'a. W 1928 był profesorem historii Kościoła, a w 1941 dziekanem Szkoły Divinity. 
Uzyskał tytuł doktora filozofii (1923), był duchownym Kościoła Metodystycznego, został biskupem.
Postanowieniem prezydenta Bolesława Bieruta z 17 czerwca 1947 został odznaczony Krzyżem Komandorskim z Gwiazdą Orderu Odrodzenia Polski za wybitne zasługi w dziele szerzenia przyjaźni dla Polski.
Był dwukrotnie żonaty: od 1927 z Oriną Winifred Kidd, a później z Niną Fontaną z Genewy.
Od 1968 mieszkał w Genewie, gdzie zmarł 18 grudnia 1972. Jego prochy zostały pochowane na rodzinnej działce na cmentarzu Oak Lawn w Bridgewater w Wirginii.